# 香河站 (中国)
香河站是京唐城际铁路、京滨城际铁路（京唐共线段）和规划中廊密城际铁路（即环北京城际铁路廊密段）的一座城际铁路车站，位于中国河北省廊坊市香河县五百户镇孙小营村北、环保产业园区庞营村西，景观大道与永泰路交叉口东南角，现为未定等客运站。
香河站设4座站台（含岛式站台2座，侧式站台2座）、8条股道（含京唐城际及廊密城际正线），6个站台面。其中2站台及5站台由京唐城际铁路及廊密城际铁路共用，1站台及6站台为廊密城际铁路正线，建成初期暂不启用。
香河站于2022年12月30日与京唐城际铁路北京城市副中心（不含）至唐山段一同开通启用。

## 站线设置
| 北 | 站房     | 问询/售票、候车大厅、进/出站口、纪念品店 （独立出站通道、补票处未启用）               |
|    | 侧式站台 |                                                                                       |
|    | 1站台    | 预留廊密城际铁路 内环正线/到发线 往密云方向（大厂东站）                               |
|    | 2站台    | 京唐/京滨城际铁路 往唐山/滨海西方向（宝坻站） 廊密城际铁路内环 往密云方向（大厂东站） |
|    | 岛式站台 |                                                                                       |
|    | 3站台    | 京唐/京滨城际铁路 往唐山/滨海西方向（宝坻站）                                         |
|    | 正线     | 京唐/京滨城际铁路 下行列车通过线                                                      |
|    | 正线     | 京唐/京滨城际铁路 上行列车通过线                                                      |
|    | 4站台    | 京唐/京滨城际铁路 往北京方向（宝坻站）                                                |
|    | 岛式站台 |                                                                                       |
|    | 5站台    | 京唐/京滨城际铁路 往北京方向（宝坻站） 廊密城际铁路外环 往廊坊北方向（武清北站）      |
|    | 6站台    | 预留廊密城际铁路 外环正线/到发线 往廊坊北方向（武清北站）                             |
|    | 侧式站台 |                                                                                       |
| 南 |          |                                                                                       |

## 运营情况
2022年12月30日，香河站开通运营，首班停靠香河站的列车为唐山开往北京的D6602次列车。运营初期，香河站办理北京方向客运列车4班，唐山方向客运列车2班，北辰方向客运列车2班。
2023年7月1日起，京沈动车组列车恢复采用动力分散式列车运营，并改经京唐城际铁路开行，香河新增锦州南方向列车1班，沈阳南方向列车2班，北京方向列车2班，同时调减唐山方向列车1班。
截至2024年1月，经停本站的列车共10班。

## 交通接驳
香河公交213路、运河中心码头线在香河站公交场站设起讫站，同时有香河公交203、206路行经香河站前广场。